# Conférence de la paix de Paris
Pour les articles homonymes, voir Conférence de Paris.
La conférence de la paix de Paris en 1919 est une conférence internationale, organisée par les vainqueurs de la Première Guerre mondiale afin de négocier les traités de paix entre les Alliés et les vaincus. La conférence débute le 18 janvier 1919 et se termine en août 1919, après six mois de discussions et 1 646 séances tenues par 52 commissions techniques avec entre-temps quelques interruptions. Elle prépare le traité de Versailles qui sera signé le 28 juin 1919 et d'autres traités avec les alliés allemands qui sont signés à d'autres endroits dans la banlieue parisienne.
Elle consacre la disparition de trois empires, l'Empire allemand, l'Empire austro-hongrois et l'Empire ottoman, et la création de nouveaux États en Europe : renaissance de la Pologne, création de la Tchécoslovaquie et de la Yougoslavie.
Les colonies allemandes sont partagées entre le Royaume-Uni, la France, la Belgique, l’Afrique du Sud, les États-Unis et le Japon, tandis que le Proche-Orient, anciennement possession turque, est divisé en mandats attribués par la Société des Nations à la France et au Royaume-Uni.
Des réparations de guerre sont exigées de l'Allemagne, qui voit son territoire à l'est amputé, entre autres, du couloir de Dantzig, administré par la Pologne, comme d'une partie de la Haute-Silésie, tandis que le Reichsland Elsass-Lothringen redevient français, que le nord du Schleswig redevient danois et que la région d'Eupen et de Malmédy est attribuée à la Belgique.

## Différents conseils
Le conseil supérieur des Alliés est créé dès le début de la conférence et se déroule à huis clos. Ce conseil est composé des États-Unis, de la France, du Royaume-Uni, de l'Italie et du Japon, ce conseil a été souvent désigné comme « les cinq grands » (Big five en anglais).
Pour chacun de ces pays, le Premier ministre ainsi que celui des Affaires étrangères participent au Conseil des Dix. Ce dernier siège du 13 janvier au 25 mars. Après une quinzaine de jours, le conseil reconnut qu'il était débordé et décida de créer des commissions spéciales, 52 au total. Peu après, le Conseil des Dix est supplanté à partir du 14 mars par le Conseil des Quatre, où siégeaient Woodrow Wilson, David Lloyd George, Georges Clemenceau et Vittorio Emanuele Orlando.

## Remaniements territoriaux
Une place importante dans les travaux de la conférence a été occupée par la question de la reconnaissance des États en voie de formation. Des délégations des États baltes, de la Transcaucasie et de l'Ukraine sont venues à Paris, espérant une solution d'après-guerre équitable à la question nationale lors de la conférence des États victorieux.

### État allemand et devenir de ses territoires
l'Allemagne qui n'est pas représentée au cours de la conférence, est amputée de certains territoires, privée de ses colonies, astreinte à de lourdes réparations économiques et à d'importantes restrictions de sa capacité militaire. Les pourparlers de la conférence au sujet du devenir de l'Allemagne sont entérinés par le traité de Versailles le 28 juin 1919 entre les Alliés et l'Allemagne qui sera signé par les délégués allemands Hermann Müller et Dr Johannes Bell.
Les Français ont cherché à réduire et à affaiblir l'Allemagne autant que possible afin d'éliminer la menace militaire allemande. L'adversaire d'une telle politique était le Royaume-Uni, qui craignait que la position de la France en Europe ne s'accroisse trop du fait de l'affaiblissement de l'Allemagne.

#### Question de l’Alsace-Lorraine
Les Britanniques et les Américains étaient d'accord pour laisser l'Alsace-Lorraine à l'Allemagne, territoire cédé par la France à l'Empire allemand en application du traité de Francfort, signé le 10 mai 1871 après la défaite française, prétendant que ces territoires étaient des terres allemandes, à mentalité allemande et de langue allemande.
Georges Clemenceau s'opposant énergiquement à cet accord, les alliés indiquèrent que l'affaire était close. Arthur Hugenschmidt communiqua au « Tigre » une lettre du roi de Prusse Guillaume Ier, datée du 26 octobre 1870, dans laquelle le futur empereur d'Allemagne affirmait à l'impératrice déchue qu'il revendiquait l'Alsace et la Lorraine « non par désir d'agrandir leur patrie, mais uniquement par besoin stratégique pour reculer le point de départ des armées françaises qui à l'avenir viendraient nous attaquer ».
À la lecture de cette lettre, Lloyd George et Woodrow Wilson s'inclinent et l'Alsace et la Lorraine redeviennent françaises.
Clémenceau ne parvient cependant pas à récupérer le bassin de la Sarre et la ville alsacienne de Landau in der Pfalz, qu'il considère comme faisant partie intégrante de l'Alsace-Lorraine, à cause de la ferme opposition de Wilson,.

#### Question belge
Le royaume de Belgique était représenté par trois délégués plénipotentiaires Paul Hymans, Jules Van den Heuvel et Emile Vandervelde
À l'issue du traité de Versailles, la Belgique se voit attribuer en guise de compensation pour les dommages subis lors de la première Guerre mondiale les cantons d'Eupen et de Malmedy, et la ligne de chemin de fer des Fagnes dont le parcours pénètre par endroits sur le territoire allemand. Selon le traité de Versailles, la voie ferrée ainsi que ses stations et installations se trouvent entièrement sous la souveraineté de la Belgique et font donc partie de son territoire, créant ainsi cinq enclaves allemandes du côté ouest de la ligne de chemin de fer.

#### Question polonaise
La Pologne était représenté par Roman Dmowski et Ignacy Paderewski, assistés de Oskar Halecki (pl), Stanisław Kutrzeb (pl), Konstanty Skirmunt (pl), Leon Kazimierz Łubieński (pl).

#### Question de la ville de Dantzig
Dantzig et ses environs passèrent sous le contrôle de la Société des Nations en tant que ville libre de Dantzig ; ils furent inclus dans la zone douanière polonaise et représentés par la Pologne pour sa politique étrangère.

### États de l'ex-empire des tsars et devenir de ses états

#### Question russe

##### Représentation des russes blancs
Début 1919 pour représenter les intérêts de la République russe issus de la Révolution de Février, le Conseil consultatif politique russe (fi) est fondé à Paris. Ce comité de négociation a été fondé par Vassili Maklakov, (ambassadeur à Paris pour le gouvernement provisoire russe), Sergueï Sazonov, Gueorgui Lvov, Nikolaï Tchaïkovski (président du Gouvernement provisoire de la Région septentrionale à Arkhangelsk) et Boris Savinkov. Le conseil était en contact avec le général Anton Denikin (Commandant en chef des Forces Armées du Sud de la Russie) dans le sud de la Russie et l'amiral Alexandre Koltchak (Gouverneur suprême de la Russie)
En octobre 1919, le conseil consultatif politique russe a tenté de coopérer avec le gouvernement finlandais, mais a refusé de reconnaître l'indépendance de la Finlande, car selon lui, seule l'assemblée nationale, qui édicte la constitution, pouvait décider du partage de l'empire. le conseil consultatif était enclin à recommander la reconnaissance de l'indépendance de la Finlande afin d'amener la Finlande à soutenir l'attaque du général Nikolaï Ioudenitch contre Saint-Pétersbourg, mais l'amiral Koltchak, resta inflexible.
L'objectif principal du conseil consultatif politique russe était de représenter la Russie à la conférence de la paix de Paris, mais les puissances environnantes ne s'en souciaient pas.
Après la révolution d'Octobre et la chute de la République russe, l'Entente a reconnu le gouverneur suprême de la Russie Alexandre Koltchak comme le dirigeant du gouvernement russe anti-bolchevik à condition que l'indépendance de la Finlande, de la Pologne, de l'Arménie, de l'Azerbaïdjan, de la Géorgie, de la Lituanie, de la Lettonie et de l'Estonie soit reconnue, Koltchak a répondu qu'il s'agissait de parties de la Russie. Et la république socialiste fédérative soviétique de Russie ayant conclu une paix séparée avec l'Allemagne n'a pas participé à la conférence,.
- (fi) Cet article est partiellement ou en totalité issu de l’article de Wikipédia en finnois intitulé « Venäläinen poliittinen neuvottelukunta » (voir la liste des auteurs).

#### Question estonienne
La délégation estonienne, composée de Jaan Poska, Nikolai Köstner (en), Jaan Tõnisson, Ants Piip (et), Kaarel Robert Pusta, Mihkel Martna (et), Eduard Laaman (et) et Joakim Puhk (et), souhaitaient obtenir la reconnaissance internationale de l’indépendance estonienne,
.
Si la Première Guerre mondiale avait pris fin, l’Estonie entrait dans sa propre lutte pour l’indépendance, combattant contre la Russie bolchévique et, en juin-juillet 1919, contre la Landeswehr.
Sans reconnaissance officielle, l’Estonie a assisté à la conférence de paix de Paris en tant qu’observateur, mais avec un mandat étendu de son gouvernement. Des décisions sur des sujets tels que la formation d’un État binational avec la Finlande, la création de la Ligue balte des nations, et même l’idée d’une Estonie égale au sein d’une Fédération de Russie issue de la révolution de février étaient toutes envisagées.
L’objectif principal de la délégation était d’obtenir la reconnaissance de jure de la république d’Estonie, mais il était également crucial d’obtenir un soutien militaire et financier. Sans reconnaissance officielle, l’Estonie ne pouvait pas établir de relations économiques et commerciales officielles. De grands efforts ont été faits par la délégation pour obtenir des armes et de la nourriture, et certains succès ont été obtenus sur le plan économique. L’aide étrangère a commencé à arriver en Estonie en 1919.
Les Estoniens n’ont pas obtenu la reconnaissance de jure qu’ils espéraient à Paris, ce qui a été une grande déception pour Poska et les autres membres de la délégation. Cependant, la conférence a permis une interaction intensive avec les politiciens occidentaux et a permis de créer des liens et des contacts avec divers milieux économiques et financiers. Cela a été réalisé à grande échelle et a jeté les bases d’un futur réseau de contacts.
Face à l’impossibilité d’obtenir une reconnaissance de jure durant la conférence à Paris, les Estoniens ont envisagé d’autres alternatives pour garantir leur indépendance et des négociations difficiles ont commencé avec la Russie bolchevique, aboutissant à la signature du traité de Tartu le 2 février 1920,.

#### Question lettone
Le représentant de la république de Lettonie Jānis Čakste souhaitait obtenir la reconnaissance internationale de l'indépendance lettonne,.

#### Question lituanienne
La Lituanie n'a pas été invitée à la conférence. Néanmoins, la Lituanie avait envoyé ses représentants à Paris, censés représenter les intérêts lituaniens sans participer directement à la conférence de la paix. La délégation de la république indépendante de Lituanie était composée de deux groupes :
- la Lituanie ethnographique était représentée par Augustinas Voldemaras (ministre des Affaires étrangères), Oskars Milašius, Martynas Yčas (lt), Tomas Naruševičius, Petras Klimas, Simonas Rozenbaums (ru), Max Soloveichik (en), Alfredas Jonas Tiškevičius ;
- Les Lituaniens américains étaient représentés par Jonas Žilius, Bronius Kazys Balutis (en) et Juozas Dabužis (lt).

Le premier ministre français a reçu une note lituanienne avec des demandes lituaniennes.
Les affaires de la Lituanie à la conférence de la paix ont été décidées par la Commission des affaires baltes, qui comprenait un sous-commissaire aux affaires polonaises (la Pologne était alors en guerre avec l'armée rouge russe sur le sol lituanien).
La délégation lituanienne à Paris avait les principaux objectifs suivants :
- Reconnaissance de l'indépendance ;
- Agrandissement du territoire aux terres ethniquement proches.

La Pologne a déclaré que la Lituanie n'a pas eu son indépendance depuis longtemps et ne saura pas se gérer.
Un soutien a été recherché dans la presse parisienne, douze journaux ont été consultés pour des articles favorables à la Lituanie, un accord de 50 000 francs a été conclu avec Le Temps.
L'action conjointe des délégations baltes lituanienne, lettonne et estonienne, (bien que le chef de la délégation lituanienne, A. Voldemaras, ait cherché à montrer la singularité de la Lituanie par rapport à la Lettonie et l'Estonie), a été plus efficace.
La question de la Lituanie à Paris a été compliquée par la perspective peu claire de la Russie. L'Entente a directement lié la question balte à la question de l'avenir de la Russie.

#### Question ukrainienne
La délégation ukrainienne menée par Hryhoriy Sydorenko à la conférence était une délégation conjointe :
- de la République populaire ukrainienne représenté par Hryhoriy Sydorenko (uk) et Mykhailo Tyshkevych ;
- et de république populaire d'Ukraine occidentale représenté par Vasyl Paneiko (uk).

La délégation ukrainienne a reçu des instructions pour demander : la reconnaissance de l'indépendance de la République populaire ukrainienne, le retrait des troupes étrangères (troupes polonaises, roumaines et de l'Entente) du territoire ukrainien, la fourniture d'une assistance par l'Entente dans la lutte contre la Russie bolchevique et l'armée des volontaires du général Anton Dénikine.
La défaite des armées ukrainiennes dans la guerre contre les Polonais et les bolcheviks en 1919-1920 a conduit à un affaiblissement de la position de la délégation ukrainienne à Paris.
Lors d'une réunion des cinq grands le 16 janvier, Lloyd George a qualifié le dirigeant ukrainien Symon Petlioura d'aventurier et a rejeté l'Ukraine comme un bastion anti-bolchevique. Eyre Crowe (en), sous-secrétaire d'État britannique aux Affaires étrangères, s'est prononcé contre une union de la Galicie orientale et de la Pologne. Le cabinet britannique n'a jamais décidé de soutenir une Russie unie ou démembrée. Les États-Unis étaient favorables à une Russie forte et unie, comme contrepoids au Japon, mais la Grande-Bretagne craignait une menace pour l'Inde. L'Ukraine a donc été ignorée.
- (en) Cet article est partiellement ou en totalité issu de l’article de Wikipédia en anglais intitulé « Paris Peace Conference (1919–1920) » (voir la liste des auteurs).

- (uk) Cet article est partiellement ou en totalité issu de l’article de Wikipédia en ukrainien intitulé « Паризька мирна конференція (1919—1920) » (voir la liste des auteurs).

#### Question biélorusse
Une délégation de la République populaire biélorusse (en français Russie blanche ou Ruthénie blanche), dirigée par le Premier ministre Anton Loutskievitch, a également participé à la conférence et a tenté sans succès d'obtenir la reconnaissance internationale de l'indépendance de la Biélorussie.
- (be) Cet article est partiellement ou en totalité issu de l’article de Wikipédia en biélorusse intitulé « Парыжская мірная канферэнцыя » (voir la liste des auteurs).

#### Question koubanaise
En décembre 1918, le Conseil législatif de la République populaire du Kouban envoie une délégation dirigée par Luka Bych (en) à la Conférence de paix de Paris. La délégation a demandé une aide internationale pour le Kouban. Les Koubanais espéraient la fin de la guerre civile, mais à leur avis, c'était impossible, car le pouvoir bolchevique ne renoncerait jamais volontairement à ses prétentions sur la région du Kouban. La délégation du Kouban a déclaré ses positions aux membres de la conférence :
1. L'indépendance totale du Kouban ;
2. La proclamation d'une politique défensive contre d'éventuelles attaques bolcheviques ;
3. La condamnation du mouvement des Cent Noirs d'Anton Dénikine[22], qui détruit les germes de la démocratie ;
4. La nécessité d'une aide militaire internationale pour le Kouban ;
5. Le refus de coopérer avec le conseil politique russe (en premier lieu, avec l'Armée volontaire ; cela a été annoncé le 5 avril 1919).

La conférence n'a pas traité la question koubanaise, mais la délégation conclu un projet d'amitié mutuelle avec la délégation de la république des peuples montagnards du Caucase du Nord.
Le 17 mars 1920 la république du Kouban est détruite par les bolcheviks.
- (uk) Cet article est partiellement ou en totalité issu de l’article de Wikipédia en ukrainien intitulé « Кубанська Народна Республіка » (voir la liste des auteurs).

#### Question géorgienne
Comme pour beaucoup d'autres délégations, la délégation de la république démocratique de Géorgie conduite par Nicolas Tchkhéidzé, président de l'Assemblée constituante de Géorgie, assisté de Irakli Tsereteli et Zurab Avalishvili a rencontré à la conférence de la paix de Paris Georges Clemenceau, David Lloyd George et Vittorio Orlando afin de faire reconnaître la restauration de l'indépendance de son pays : ce qui fut reconnu plus tard au nom des grandes puissances par un télégramme d'Aristide Briand adressé à Evguéni Guéguétchkori, ministre géorgien des Affaires étrangères.

#### Question montagnarde du Nord-Caucase
Malgré l'absence d'invitation, Abdulmajid Tapa Tchermoeff souhaitait représenter la République montagnarde du Caucase du Nord.

#### Question arménienne
La république d'Arménie, proclamée le 28 mai 1918, n'est pas invitée à la conférence. Néanmoins, en février 1919, les deux délégations arméniennes à Paris (la Délégation nationale arménienne représentant les Arméniens ottomans et les émigrés dirigée par Boghos Nubar et la Délégation de la République arménienne dirigée par Avetis Aharonian) se sont présentées aux Alliés, demandant la reconnaissance de leurs revendications. Le ministre français des Affaires étrangères Stephen Pichon suggère aux délégués arméniens de préparer un mémorandum.
Le 12 février 1919 le « Mémorandum des demandes arméniennes » avec le contenu suivant est présenté à la conférence ;
- reconnaissance d'un État arménien indépendant ;
- rétablissement de la Grande-Arménie ;
- placement de l'Arménie sous mandat de l'une des puissances alliées ou de la société des Nations pour une durée de 20 ans ;
- compensation monétaire pour les dommages qu'ont subis les Arméniens ;
- jugement des responsables des pogroms ;
- retour en Arménie des populations déplacées.

Ce document n'a pas reçu un accueil totalement positif.
Une décision est prise de donner le mandat arménien aux États-Unis. Cette décision est approuvée par la Société des Nations. Cependant, le Sénat américain rejette la proposition du président Wilson de prendre le mandat de l'Arménie.
|                                                                  |
| carte de la république d'Arménie établie par le président Wilson |

|                                                    |
| carte de l'Arménie établie par le président Wilson |

|                                            |
| L'Arménie selon le traité de Sèvres, 1920. |

Le 19 janvier 1920, Le conseil supérieur des Alliés reconnaît l'indépendance de l'Arménie, mais sans accorder d'aide militaire au peuple arménien, bien que la question arménienne ait fait l'objet de nouvelles discussions lors de la conférence de San Remo de 1920 et ait été exprimée dans le traité de Sèvres.
- (hy) Cet article est partiellement ou en totalité issu de l’article de Wikipédia en arménien intitulé « Փարիզի խաղաղության վեհաժողով » (voir la liste des auteurs).

- (hy) Cet article est partiellement ou en totalité issu de l’article de Wikipédia en arménien intitulé « Հայկական հարց » (voir la liste des auteurs).

#### Question azerbaïdjanaise
La délégation de la république démocratique d'Azerbaïdjan a adressé un mémorandum au président des États-Unis, Woodrow Wilson, en faisant les demandes suivantes :
1. Que l'indépendance de l'Azerbaïdjan soit reconnue ;
2. Que les principes wilsoniens soient appliqués à l'Azerbaïdjan ;
3. Que la délégation azerbaïdjanaise soit admise à la conférence de la paix de Paris ;
4. Que l'Azerbaïdjan soit admis à la Société des Nations ;
5. Que le Département de la Guerre des États-Unis étende son aide militaire à l'Azerbaïdjan ;
6. Que des relations diplomatiques soient établies entre les États-Unis et la république d'Azerbaïdjan[24].

Le président Wilson a accordé une audience à la délégation, à laquelle il a fait preuve d'une attitude froide et plutôt antipathique. Comme l'a indiqué la délégation azerbaïdjanaise à son gouvernement, M. Wilson a déclaré que la conférence ne souhaitait pas diviser le monde en petits morceaux. Wilson conseilla à l'Azerbaïdjan qu'il serait préférable pour eux de développer un esprit de confédération et qu'une telle confédération de tous les peuples de Transcaucasie pourrait recevoir la protection d'une certaine puissance sur la base d'un mandat accordé par la Société des Nations. La question azerbaïdjanaise, a conclu Wilson, ne pouvait être résolue avant le règlement général de la question russe.
Le 11 janvier 1920, sur proposition de Lord Curzon, le conseil suprême de la conférence de la paix de Paris décide à l'unanimité de reconnaître l'indépendance de facto de l'Azerbaïdjan en même temps que celle de la Géorgie et de l'Arménie.
- (az) Cet article est partiellement ou en totalité issu de l’article de Wikipédia en azéri intitulé « Paris Sülh Konfransı » (voir la liste des auteurs).

### États de l'ex-Empire austro-hongrois et devenir de ses états

#### Question roumaine
Les représentants du royaume de Roumanie Ion I. C. Brătianu et Constantin Coandă étaient invités à la conférence.
la Dobroudja du Sud prise par la Bulgarie pendant la guerre redevient roumaine au traité de Neuilly.

#### Question tchécoslovaque
Les représentants de la Tchécoslovaquie invités à la conférence étaient Karel Kramář et Edvard Beneš assisté de Milan Štefánik.

#### Question serbe
Le royaume des Serbes, Croates et Slovènes (future Yougoslavie) était représentée par Nikola Pašić, Ante Trumbić, Milenko Vesnić, John Zolger, Matthias Boskovic, Otokar Rybář (cs) et Josip Smodlaka (bg).
Le traité de Neuilly lui attribuera les districts bulgares de Stroumitsa, Tsaribrod, Timok et Bosilegrad.

#### Question monténégrine
Nicolas Ier, roi en exil du Monténégro, contestait l'unification de la Serbie et du Monténégro le 18 novembre 1918.
Malgré le soutien de l'Italie, le Monténégro se voit refuser un siège officiel aux conférences de paix, et l'unification de la Serbie-et-Monténégro est reconnue.

#### Question Saint-Marinaise
La principauté de Saint-Marin, bien que non invitée, était représenté par M. Bucquet.

#### Question aroumaine
Le Comité National du Pinde envoya une délégation des Aroumains (ou Macédo-roumains ou Koutzo-valaques) pour présenter à la conférence une carte et un mémorandum concernant l'indépendance de la principauté du Pinde sous protectorat italien, qui avait fait l'objet, en juillet et août 1917, à Samarine, d'un district autonome des Valaques de Grèce (région du Pinde).
Cette délégation n'a réussi à recueillir aucune reconnaissance des désirs d'autonomie de leur peuple.

### État bulgare et devenir de ses territoires
La conférence de la paix statue sur le sort de la Bulgarie vaincue lors du traité de Neuilly.
La Bulgarie doit rendre les territoires acquis pendant la guerre, mais elle perd aussi des régions qui étaient siennes avant la guerre :
- à l'ouest, les districts de Stroumitsa, Tsaribrod, Timok et Bosilegrad sont attribués au nouveau royaume des Serbes, Croates et Slovènes (future Yougoslavie) ;
- au nord-est, la Dobroudja du Sud — reprise par les Bulgares durant la guerre — devient à nouveau roumaine[27] ;
- enfin au sud, la Grèce reçoit la majeure partie de la Thrace occidentale[27], privant la Bulgarie de son débouché sur la mer Égée[27].

### États de l'ex-Empire ottoman et devenir de ses territoires
Le Gouvernement provisoire ottoman ayant fait savoir aux Britanniques que les ottomans désiraient dorénavant la paix, l'amiral britannique Arthur Calthorpe ouvrit des pourparlers à Moudros sur l'ile de Lemnos en mer Égée qui aboutirent à un armistice.
C'est sur la base de cet armistice que la conférence statua sur le devenir de l'Empire ottoman, qui fut concrétisé par le traité de Sèvres le 10 août 1920 entre les Alliés et l'Empire ottoman, mais de nombreuses questions furent laissées en suspens.
Le traité de Sèvres a laissé l'Empire ottoman sans la plupart de ses anciennes possessions, le limitant à Istanbul et à une partie de l'Asie Mineure. En Anatolie orientale, un État autonome fut créé pour les Kurdes (Kurdistan) et plusieurs districts passèrent à l'Arménie (la république d'Arménie devint indépendante de la Russie en 1918) pour former la Grande Arménie. La Grèce reçut la Thrace orientale, Imbros, Ténédos et la région de Smyrne. La séparation de l'Égypte, du Hedjaz et du Yémen a été reconnue ; tandis que Mossoul, la Palestine et la Transjordanie passèrent sous mandat britannique et la Syrie et le Liban sous mandat français avec une zone d'influence en Cilicie. Chypre a été laissée aux Britanniques qui l'administraient déjà et Kastellórizo aux Italiens avec une zone d'influence en Anatolie méridionale. La navigation dans les détroits devenait libre et contrôlée par une commission internationale.

#### Question libanaise
Elias Hoyek, bien que non invité à la conférence, souhaitait obtenir la reconnaissance internationale de l'indépendance libanaise.

#### Question palestinienne
Après la décision de la conférence de séparer les anciennes provinces arabes de l'Empire ottoman et de leur appliquer le nouveau système de mandat, l'Organisation sioniste mondiale a soumis ses projets de résolution à l'examen de la conférence.
Une délégation du Comité des délégations juives (he) dirigée par Chaim Weizmann accompagnés de Nahum Sokolow, Menahem Ussishkin, Aaron Aaronsohn, et du français André Spire, a confié la carte des revendications territoriales du peuple juif à la conférence de la paix.
Dans le mémorandum joint au document, il était demandé au forum international de « reconnaître le droit historique du peuple juif sur la Terre d'Israël et le droit des Juifs de rétablir leur foyer national sur la Terre d'Israël » ; il était également proposé dans le document que la souveraineté sur la Terre d'Israël soit confiée à la Société des Nations et que le gouvernement du pays soit remis à la Grande-Bretagne en tant que « mandataire de la Ligue ».
La conférence donna finalement le droit aux sionistes d'acquérir la citoyenneté palestinienne.
Une émanation de la conférence s'est rendu à la conférence de San Remo en 1920, conduisant à la création de la Palestine mandataire, qui devait entrer en vigueur en 1923.
- (en) Cet article est partiellement ou en totalité issu de l’article de Wikipédia en anglais intitulé « Paris Peace Conference (1919–1920) » (voir la liste des auteurs).

- (ru) Cet article est partiellement ou en totalité issu de l’article de Wikipédia en russe intitulé « Парижская мирная конференция » (voir la liste des auteurs).

- (he) Cet article est partiellement ou en totalité issu de l’article de Wikipédia en hébreu intitulé « ועידת השלום בפריז (1919) » (voir la liste des auteurs).

#### Question assyrienne
Jusqu'à 300 000 assyriens ont perdu la vie pendant le génocide assyrien dans les années précédant la conférence. Plusieurs délégations d' Assyriens y ont participé pour exaucer les vœux d'une Assyrie libre sous une seule puissance mandataire. Les délégations venaient de différentes parties du monde. L'évêque syriaque orthodoxe Aphrem Barsoum a souvent été décrit comme un chef de la « délégation assyro-chaldéenne ». Une délégation assyrienne des États-Unis était également présent, représentant l'« Association nationale assyrienne en Amérique ». Une délégation de Constantinople représentait le « Conseil national assyro-chaldéen », formé en 1919 après que les syriaques-orthodoxes, les catholiques chaldéens et les catholiques syriaques se soient unis et aient déclaré leur unité politique et nationale fondamentale sous le nom « assyro-chaldéen ». Il y avait aussi une délégation du Caucase et une autre de Perse.
Les demandes des Assyriens se résumaient en trois points :
- Libération du joug turc et persan ;
- réparations des gouvernements turc et persan en compensation des massacres ;
- Création d'un État libre assyrien indépendant sous un seul pouvoir mandataire, qu'il soit anglais ou français.

Mais les différentes délégations n'étaient pas unies, certaines parlaient du peuple assyrien, d'autre du peuple chaldéen, la plupart du peuple assyro-chaldéen, d'autre des nestoriens. Certaines délégations voulaient un mandat britannique, d'autre français, en conséquence rien n'a été mis en œuvre par la conférence et l'état assyrien (ou assyro-chaldéen) n'a pas été créé.
- (en) Cet article est partiellement ou en totalité issu de l’article de Wikipédia en anglais intitulé « Paris Peace Conference (1919–1920)#Assyrians » (voir la liste des auteurs).

#### Question du royaume du Hedjaz
Fayçal ben Hussein al-Hachimi (le futur roi du royaume d'Irak) et Lawrence d'Arabie plaidait pour la reconnaissance du royaume hachémite de Hejaz. Lawrence d'Arabie faisait office d'interprète,.
La délégation, composée de Fayçal ben Hussein al-Hachimi, Rustam Haidar (en), Nouri Saïd, Lawrence d'Arabie, du Rosario Pisani (en) et du capitaine Tahsin Kadri dû faire des concessions, il consentit à l'occupation des zones côtières du Liban et de la Syrie jusqu'à Alexandrette par la France.
L'indépendance du royaume hachémite du Hedjaz est reconnue par le traité de Sèvres du 10 août 1920.
- (tr) Cet article est partiellement ou en totalité issu de l’article de Wikipédia en turc intitulé « I. Faysal » (voir la liste des auteurs).

### Autres États

#### Question coréenne
Après une tentative infructueuse de l'Association nationale coréenne (en) d'envoyer une délégation de trois hommes à Paris, une délégation de Coréens de Chine et d'Hawaï s'y est rendue. Il comprenait un représentant du gouvernement provisoire coréen à Shanghai, Kim Kyu-sik rejoint par Homer Hulbert (en), Lee Gwan-yong (ko), Kim Bok, Kihwan Hwang (ko), Cho Yong Eun, et Wun Hong Yeo (ko). Ils ont été aidés par les Chinois, Plusieurs hauts dirigeants chinois de l'époque, dont Sun Yat-sen, ont déclaré aux diplomates américains que la conférence devrait aborder la question de l'indépendance de la Corée. Cependant, les Chinois, déjà enfermés dans une lutte contre les Japonais, ne pouvaient pas faire grand-chose d'autre pour la Corée.
À part la Chine, aucune nation n'a pris les Coréens au sérieux lors de la conférence car elle avait déjà le statut de colonie japonaise. L'échec des nationalistes coréens à obtenir le soutien de la conférence a mis fin à leurs espoirs de soutien étranger.
- (en) Cet article est partiellement ou en totalité issu de l’article de Wikipédia en anglais intitulé « Paris Peace Conference (1919–1920) » (voir la liste des auteurs).

- (ko) Cet article est partiellement ou en totalité issu de l’article de Wikipédia en coréen intitulé « 파리 강화 회의 » (voir la liste des auteurs).

#### Question tongienne
La reine Salote Tupou III désirait représenter les intérêts du royaume des Tonga auprès des représentants de la conférence.

#### Question chinoise
Au moment de la conférence de la paix de Paris, deux gouvernements chinois prétendent à la légitimité : le gouvernement de Beiyang à Pékin et le mouvement du Kuomintang (KMT) de Sun Yat-sen, basé à Guangzhou. Cependant, ils travaillent de concert pour former l'équipe diplomatique unie qui plaiderait la cause de la Chine à Paris. Lou Tseng-Tsiang, Wellington Koo et Cao Rulin sont donc invité à la conférence pour défendre les intérêts de la république de Chine.

#### Question vietnamienne
Nguyễn Ái Quốc (Hô Chi Minh) adresse une requête à la conférence, demandant l'autodétermination et l'indépendance du peuple vietnamien,.

#### Question irlandaise
La République irlandaise, proclamée à la suite de l'insurrection de Pâques de 1916 mais non reconnue, envoya des délégués menés par Seán Thomas O'Kelly dans l'espoir de changer cet état de fait et d'accéder à la reconnaissance internationale, mais cette tentative échoua,.

## Réparations

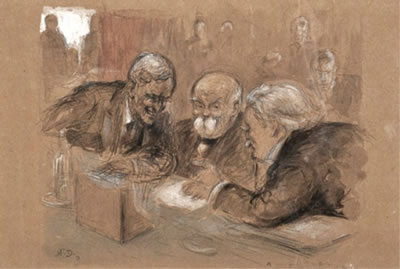
Caricature de Woodrow Wilson, Georges Clemenceau et David Lloyd George à la conférence de la paix de Paris (Noël Dorville, 1919).

La France et la Belgique sont persuadées que l'Allemagne va payer les dégâts résultants de la guerre. On légitime cette réparation par la culpabilité allemande, comme inscrit dans le traité de Versailles : cette mention n'est pas aussi limpide, elle stipule que « l'Allemagne et ses alliés des empires centraux » sont coupables, or ceux-ci ont implosé.
De plus, les États-Unis avaient décidé de rompre les relations économiques avec les Alliés dès la fin de la guerre. Pour parer à ce trou financier, la Grande-Bretagne et la France demandent des réparations énormes. Les Américains demandent alors d'exclure le remboursement des frais de guerre, excepté pour la Belgique dont la neutralité a été violée. Londres riposte en soulignant que c'est cette neutralité qui l'avait fait entrer en guerre. Le Conseil des Quatre publia deux rapports le 31 mars 1919 et le 7 avril 1919 obligeant l'Allemagne à verser 20 milliards de marks-or dans les deux ans suivant la signature du traité de paix. L'Allemagne ne possède pas cette somme.
En ce qui concerne le montant exact des réparations, aucune évaluation rapide ne voit le jour. Les Alliés n'arrivent d'ailleurs pas à tomber d'accord sur la somme à demander à l'Allemagne. À la suite de ces soucis, on crée une commission spéciale, la Commission des réparations. Cette commission débute le 3 février 1919 avec trois sous-commissions. La première s'occupait des catégories obligataires (A, B et C), la seconde de la capacité financière de l'Allemagne à payer ainsi que des modalités de paiement, et la dernière des sanctions et garanties envers l'Allemagne. Les Américains proposèrent alors de fixer une somme mais à la suite des pressions françaises et anglaises, cette proposition avorta. Le montant exact que l'Allemagne était capable de payer fut difficile à évaluer. On avança le chiffre de 30 milliards, puis de 40 milliards. C'est finalement la somme de 132 milliards de marks-or payable en dollar sur une quarantaine d'années, qui est choisie au mois de mai 1921. Par la suite, germe l'idée d'une Commission permanente des réparations. Cette dernière fixe le montant des dommages matériels de la guerre, causés par l'Allemagne. Elle est composée de cinq membres, représentant le Conseil des Quatre, ainsi que la Belgique. Cependant, le Sénat américain, ayant refusé de ratifier le traité, annula par la même occasion la participation de son pays.

## Société des Nations
Le 28 avril 1919, l'Assemblée plénière de la conférence de la paix ratifia la Société des Nations. Le Sénat américain s'oppose clairement à la SDN dès le 16 janvier 1920. Cette dernière débute alors sans un de ses membres fondateurs. Le siège sera à Genève.

## Négociations et frustrations
Belgique mise à part, aucun des participants ne parvient à faire valoir la totalité de ses revendications, pas même la France qui souhaitait intégrer la Sarre au sein de la République et occuper militairement de manière permanente la rive gauche du Rhin afin d'assurer sa sécurité. Des ressentiments se manifestent pendant les négociations, par exemple en raison de la contradiction entre d'une part la proclamation solennelle du « droit des peuples à disposer d'eux-mêmes », et d'autre part le refus signifié aux Autrichiens germanophones de se rattacher à la république de Weimar, ou le refus d'admettre à la table des négociations des délégations de nations comme l'Ukraine. Ces ressentiments perdureront assez longtemps pour favoriser le bon accueil fait en Autriche à l'Anschluss en 1938, et en Ukraine à la Wehrmacht en 1941.

## Liste des traités à l'issue de la conférence de Paris
- Le traité de Versailles le 28 juin 1919 entre les Alliés et l'Allemagne,
- Le traité de Saint-Germain-en-Laye le 10 septembre 1919 entre les Alliés et l'Autriche,
- Le traité de Neuilly le 27 novembre 1919 entre les Alliés et la Bulgarie,
- Le traité de Trianon le 4 juin 1920 entre les Alliés et la Hongrie,
- Le traité de Sèvres le 10 août 1920 entre les Alliés et l'Empire ottoman.